# Paul Nowak (Gewerkschafter)

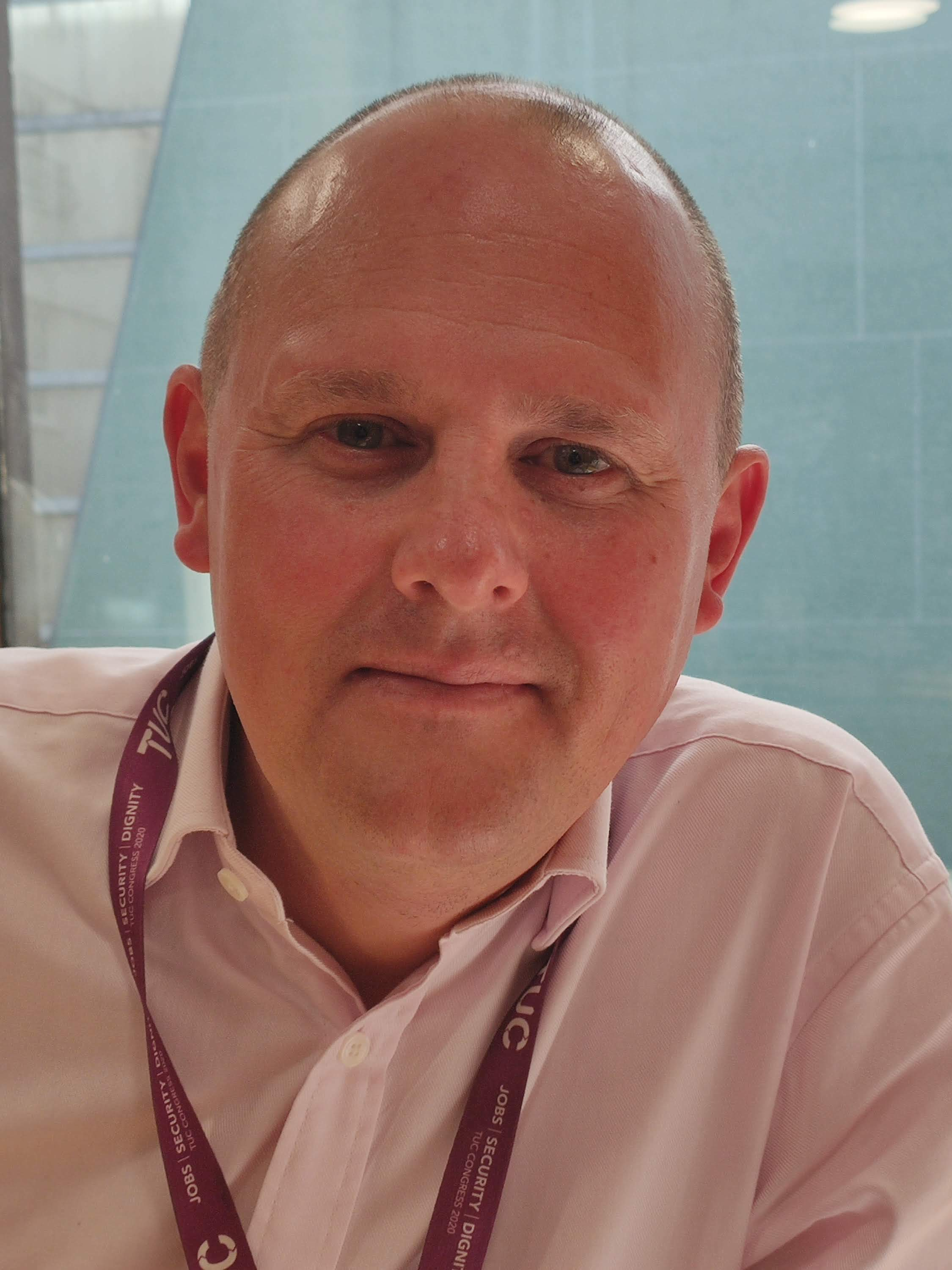
Paul Nowak

Paul Nowak (geboren im Mai 1972 in Bebington, Wirral, Merseyside, ) ist Generalsekretär des britischen Gewerkschaftsbundes Trades Union Congress (TUC) und in dieser Funktion tätig seit dem  29. Dezember 2022. Zuvor war er stellvertretender Generalsekretär des TUC.

## Leben und Wirken
Im Alter von 17 Jahren trat Nowak einer Gewerkschaft bei, als er in Teilzeit bei Asda arbeitete.
Danach war er in der Communication Workers Union aktiv. Im Alter von 19 Jahren wurde er stellvertretender Vorsitzender des  Wirral Trades Union Council, der bis dahin jüngste Gewerkschafter auf diesem Posten.
Seine Tätigkeit für den  TUC begann im Jahr 2000.  2013 wurde er  TUC Assistant General Secretary,  2016 stellvertretender Generalsekretär. Seine Ernennung zum Generalsekretär war im Juli 2022 angekündigt worden.
Ihm wird zugeschrieben, dass er dafür gesorgt hat, dass die Leitlinien des Department for Business, Enterprise and Industrial Strategy  (des Ministeriums für Wirtschaft, Unternehmen und Industriestrategie BEIS) für sicheres Arbeiten während der Pandemie deutlich strenger waren als die ursprünglich von den Ministern vorgeschlagenen. Er unterstützte die damalige TUC-Generalsekretärin Frances O’Grady bei der Durchsetzung des Arbeitsplatzerhaltungssystems.